# شاطئ أنجفة
شاطئ أنجفة هو وجهة سياحية مميزة تقع على امتداد شارع التعاون مقابل منطقة سلوى في الكويت، ويُعد من أبرز الشواطئ العامة التي تم تطويرها مؤخرًا لتوفير بيئة ترفيهية ورياضية للمواطنين والمقيمين.

## الموقع
يقع الشاطئ في منطقة البدع، ويُعتبر من الشواطئ القريبة من المناطق السكنية، مما يجعله وجهة مفضلة للعائلات والأفراد.

## المرافق والخدمات
يشمل الشاطئ العديد من المرافق والخدمات التي تلبي احتياجات الزوار، مثل:
- ملاعب كرة سلة وطائرة شاطئية
- جلسات ساحلية مزودة ببرجولات
- كراسي بحرية وممرات مناسبة لذوي الاحتياجات الخاصة
- مساحات زراعية ومزروعات تجميلية
- مرافق خدمية تشمل مصلى للرجال والنساء ودورات مياه
- ممر رياضي بحري[4]

يُفتح الشاطئ يوميًا على مدار الساعة، مما يتيح للزوار الاستمتاع بالأنشطة المختلفة في أي وقت.

## تاريخ الافتتاح
اُفتتح المرحلة الأولى من المشروع السياحي في مارس 2024.

## الفنادق القريبة
تقع عدة فنادق بالقرب من الشاطئ، مثل فندق جميرا الكويت وفندق موفنبيك البدع، مما يوفر للزوار خيارات إقامة مريحة.